# Vico Polotto
Lodovico Polotto, noto anche come Vico Polotto (Strevi, 15 febbraio 1919 – Arquata Scrivia, 21 febbraio 1993), è stato un baritono italiano.

## Biografia
Frequentò a Genova il tenore Tito Schipa, che lo guidò nel perfezionamento canoro. 
Inizialmente attivo come tenore, su consiglio di Schipa cominciò ad interpretare ruoli da baritono e questo gli consentì di prendere parte ad importanti allestimenti. Nel corso della sua carriera, dai primi anni '40 a metà degli anni '70 si esibì (specialmente in ruoli da comprimario) sui principali palcoscenici d'opera italiani, tra cui il Teatro Alla Scala di Milano, il Teatro dell'Opera di Roma, il Maggio Musicale Fiorentino, il Teatro La Fenice di Venezia, il Teatro San Carlo di Napoli, il Teatro della Pergola e il Teatro Comunale di Firenze (dove fu particolarmente attivo), il Teatro Sociale di Mantova e naturalmente il Teatro Carlo Felice di Genova.
Partecipò a produzioni dirette da Vittorio Gui, Alberto Erede, Hans Swarowsky, Gino Marinuzzi, Fernando Previtali, Mario Rossi, Antonino Votto, Iva Pacetti, Gianandrea Gavazzeni, Oliviero De Fabritiis, Ugo Ràpalo, Franco Capuana, Francesco Molinari Pradelli, Bruno Bartoletti e firmate da Giorgio Strehler e Franco Zeffirelli. Cantò al fianco di artisti quali Renata Scotto, Mirella Freni, Luciano Pavarotti, Franco Corelli, Leyla Gencer, Giuseppe Di Stefano, Iris Adami Corradetti, Rosetta Pampanini, Magda Olivero, Aldo Protti, Pia Tassinari, Ferruccio Tagliavini, Gianna Pederzini, Gino Bechi, Margherita Carosio, Enzo Mascherini, Elena Rizzieri, Giuliana Fontanelli, Spartaco Marchi, Carlo Forti, Giacinto Prandelli, Margherita Rinaldi, Alfredo Kraus, Renato Bruson, Agostino Ferrin, Giovanni Malipiero e Nicola Rossi-Lemeni.
Tra i ruoli più frequente ricoperti citiamo Sharpless in Madama Butterfly e Marcello e Colline in La bohème. Il 21 febbraio 1948 fece parte del cast della prima assoluta, alla Scala di Milano, di Le baccanti di Giorgio Federico Ghedini e il 16 maggio 1959, al San Carlo, cantò alla prima di Pantea di Michele Lizzi.
Alcuni allestimenti a cui ha partecipato sono poi stati pubblicati in disco da etichette quali Decca e EMI.
Trascorse gli ultimi anni di vita ad Arquata Scrivia, dove morì nel 1993 all'età di 74 anni. È sepolto a Montaldo Bormida.

## Discografia
- Andrea Chénier, nel ruolo di Fouquier Tinville (Roma, Teatro dell'Opera, settembre 1957). Orchestra dell'Accademia di Santa Cecilia, dir. Gianandrea Gavazzeni. Con Renata Tebaldi, Mario del Monaco, Ettore Bastianini. Incisione: Decca, 1990 (00289 425 4072).[7]
- Tosca, nel ruolo di Sciarrone (Genova, Teatro Margherita, 1965). Orchestra e coro dell'Ente Autonomo Teatro Comunale dell'Opera di Genova, dir. Pietro Argento. Con Marcella Pobbe, Gianni Raimondi, Cornell MacNeil, Virgilio Carbonari. Incisione: FIMVELSTAR (FR043).

- Otello, nel ruolo di Montano (Genova, Teatro Margherita, 18 aprile 1968). Dir. Franco Capuana. Con Pier Miranda Ferraro, Tito Gobbi. Incisione: FIMVELSTAR (043).
- La bohème, nel ruolo di Sergente (Genova, 12 aprile 1969). Orchestra e coro del Teatro Carlo Felice, dir. Ermanno Wolf-Ferrari. Con Mirella Freni, Luciano Pavarotti, Lorenzo Saccomani, Mariella Adani, Silvano Pagliuca, Otello Borgonovo. Incisione: Belcanto (6007); Melodram (27031); Verona (27979-80).[8][9]
- La traviata, nel ruolo del Barone Douphol (Roma, Teatro dell'Opera, 6 ottobre 1969). Dir. Tullio Serafin. Con Victoria de los Ángeles, Santa Chissari, Silvia Bertona, Carlo del Monte, Mario Sereni, Sergio Tedesco. Incisioni: EMI (7 49578-2); Classics For Pleasure (CFPD); HMV Classics (D5 72898).
- Andrea Chénier nel ruolo di Fouquier Tinville (Genova, 20 marzo 1972). Orchestra del Teatro Carlo Felice, dir. Paolo Peloso. Con Raina Kabaivanska, Laura Zanini, Aldo Protti, Carlo Bergonzi, Mariotti Alfredo. Incisione: Living Stage, 2005 (LS 1114).

- Matilde di Shabran, nel ruolo di Rodrigo (Genova, 27 marzo 1974). Orchestra e coro del Teatro Comunale dell'Opera di Genova, dir. Bruno Martinotti. Con Cecilia Valdenassi, Maria Casula, Margherita Rochow-Costa, Pietro Bottazzo, Rolando Panerai, Domenico Trimarchi, Carlo Zardo, Agostino Ferrin, Renato Ercolani. Incisione: UORC (205).[10]